# فيكتور هاريس
فيكتور هاريس (بالإنجليزية: Victor Harris)‏ هو موزع وملحن أمريكي، ولد في 1869، وتوفي في 1943.

## وصلات خارجية
- فيكتور هاريس على موقع ميوزك برينز (الإنجليزية)